# 河原医療福祉専門学校
河原医療福祉専門学校（かわはらいりょうふくしせんもんがっこう）は、学校法人河原学園の専修学校。

## 所在地
- 愛媛県松山市柳井町3-3-13

## 沿革
- 1995年 - 愛媛医療福祉専門学校 開校。
- 2011年4月 - 河原医療福祉専門学校に校名変更。
- 2014年3月 - 文部科学大臣より『職業実践専門課程』に認定される。

## 設置学科
- 介護福祉科（2年制）
- 社会福祉メディカルソーシャル科（3年制）
  - 社会福祉士コース
  - 精神保健福祉士コース
- こども未来科（2年制）
- 柔道整復師科（3年制）
  - 昼間Ⅰ部午前コース
  - 昼間Ⅱ部午後コース
  - ［選択制］スポーツメディカルコース
- 鍼灸師科（3年制）
  - 昼間Ⅰ部午前コース
  - 昼間Ⅱ部午後コース
  - ［選択制］スポーツメディカルコース

## 主な資格取得
- 介護福祉士
- 社会福祉士
- 精神保健福祉士
- 保育士
- 幼稚園教諭2種免許状
- 柔道整復師
- はり師
- きゅう師
- 機能訓練指導員
- 訪問介護員 2級（ホームヘルパー）等

## 周辺
- 河原電子ビジネス専門学校
- いよてつ高島屋
- 聖カタリナ学園高等学校
- 愛媛県立松山南高等学校
- 愛媛県立松山工業高等学校
- 愛媛県立中央病院

## アクセス
- 鉄道
  - 伊予鉄道「松山市駅」より徒歩約５分
  - JR線「松山駅」より市内電車約７分